# Airline Tycoon Evolution
Airline Tycoon Evolution est un jeu vidéo de gestion développé par Spellbound et édité par Monte Cristo Multimédia sorti en 2002 sur Windows. Il s'agit de la suite du jeu Airline Tycoon.

## Trame

### Personnages
En début de partie, le joueur doit choisir entre une des quatre compagnies aériennes disponibles : 
- Falcon Lines, dirigée par Siggi Sorclos ;
- Phœnix Travel, dirigée par Igor Tuppolevsky ;
- Sunshine Airways, dirigée par Tina Cortez ;
- Honey Airlines, dirigée par Mario Zucchero.

## Système de jeu
Le joueur doit gérer une compagnie aérienne dans un environnement humoristique au design cartoon. Le jeu se déroule à dans un aéroport choisi par le joueur en début de partie, qui a son propre PDG, que le joueur incarne. Le joueur a également la possibilité de contrôler son personnage à l'intérieur de l'aéroport.